# Eurasier
Eurasier – rasa psów, należąca do grupy szpiców i psów pierwotnych, zaklasyfikowana do sekcji szpiców azjatyckich i ras pokrewnych. Typ lisowaty. Nie podlega próbom pracy.

## Rys historyczny
Tworzenie rasy datuje się na początek drugiej połowy XX wieku. Celem jej powstania  było odtworzenie dawnego psa syberyjskiego. Eurasier stworzony został w wyniku skrzyżowania chow chow z wilczastym szpicem niemieckim i nosił wtedy nazwę wolf-chow. Twórcą rasy był Julius Wipfel, który wykorzystał psy chow chow m.in. z hodowli Charlotte Baldamus. Ze względu na bliskie pokrewieństwo osobników w jej hodowli uzyskiwała ona mocno ujednolicone fenotypowo psy. Wywarło to duży wpływ na nowo powstającą rasę. W późniejszym czasie, po wprowadzeniu do hodowli samojedów Wipfel zaproponował nazwę Eurasier. Oficjalnie została ona przyjęta w 1973 roku.

## Wygląd

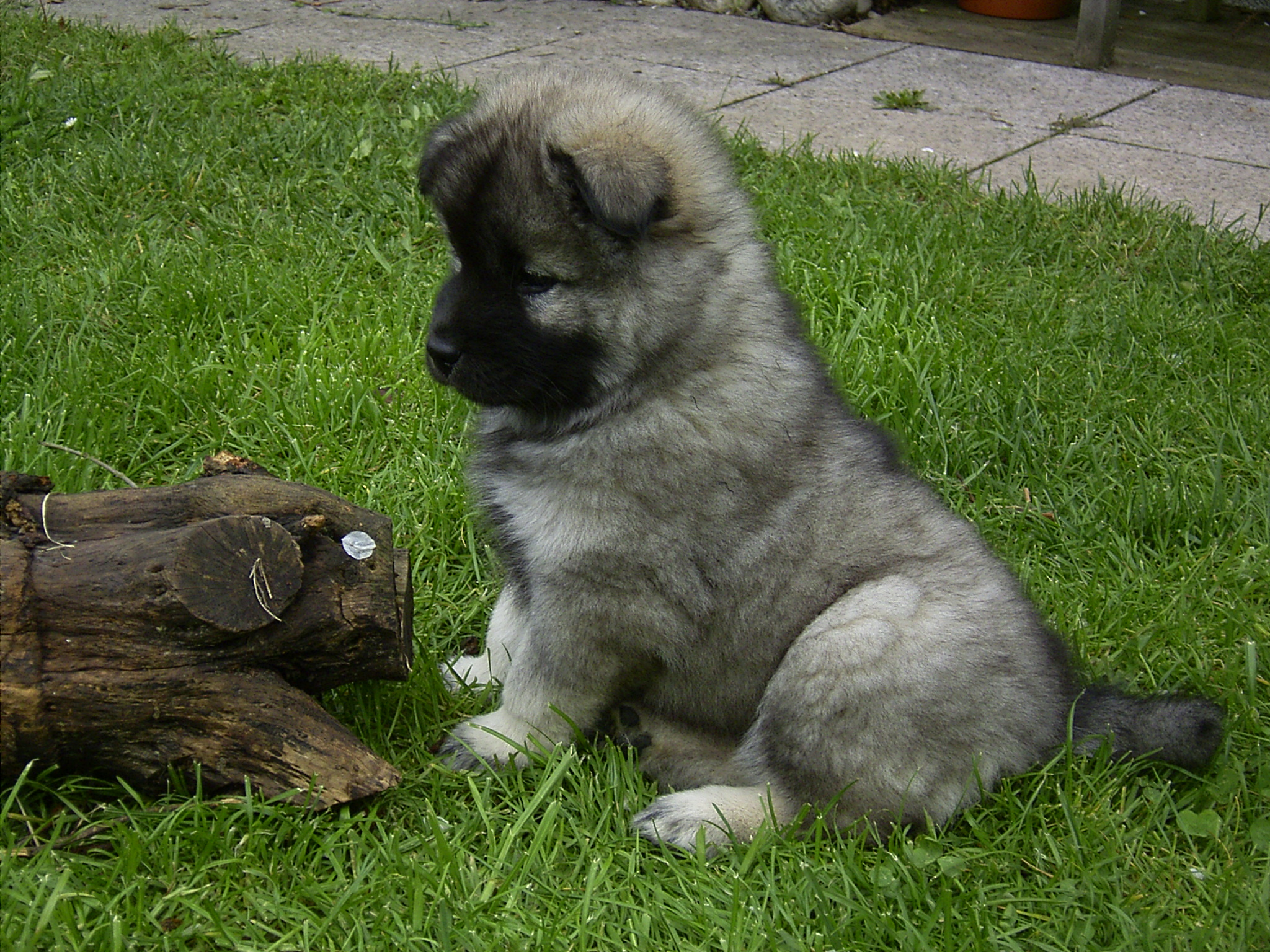
Szczenię Eurasiera o umaszczeniu szarym

### Szata i umaszczenie
- Sierść – krótka, gęsta
- Maść – ruda, czarna, szara, wilczasta. Niepożądane są białe znaczenia.

Czarna sierść i jasne znaczenia
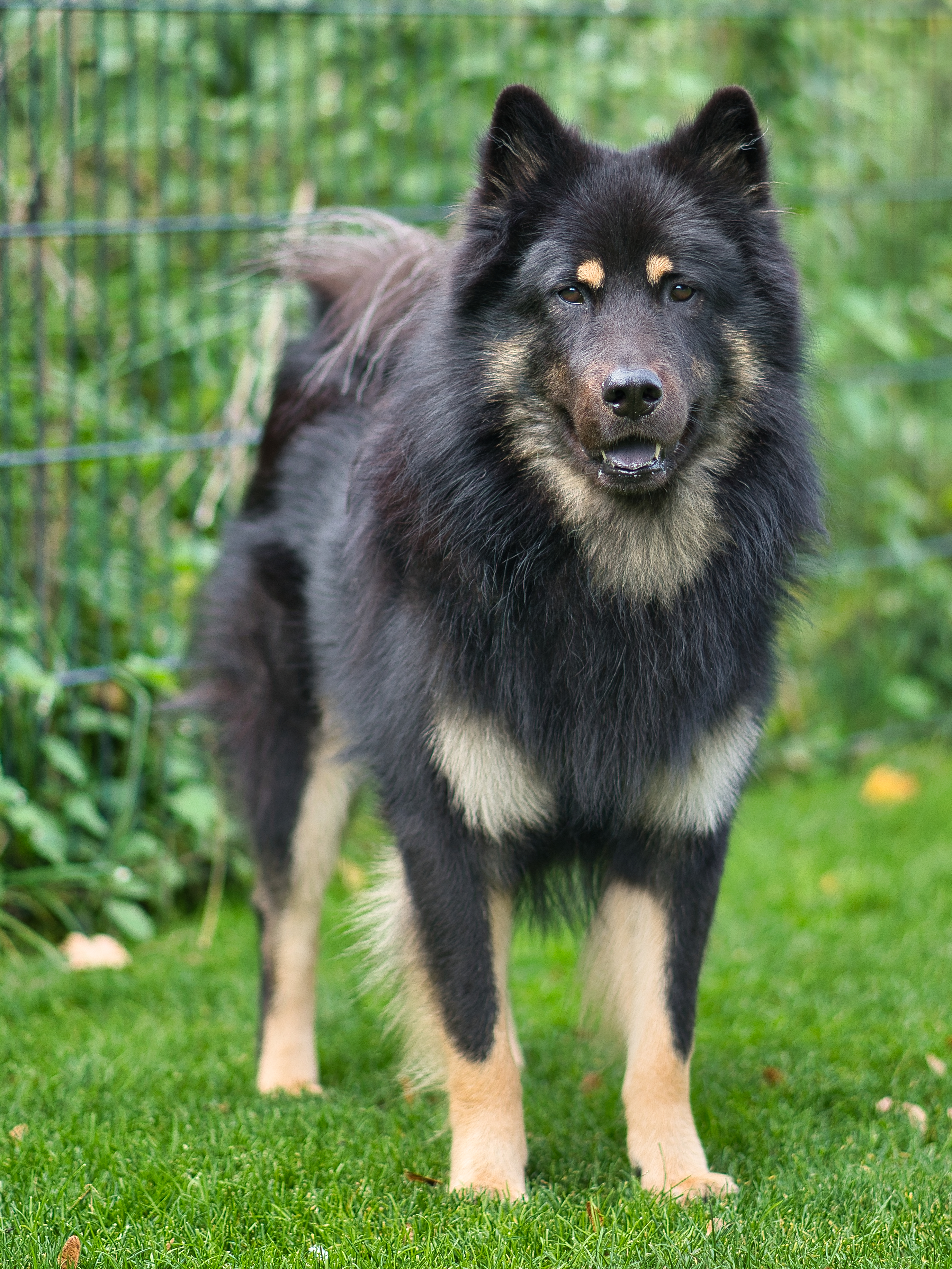
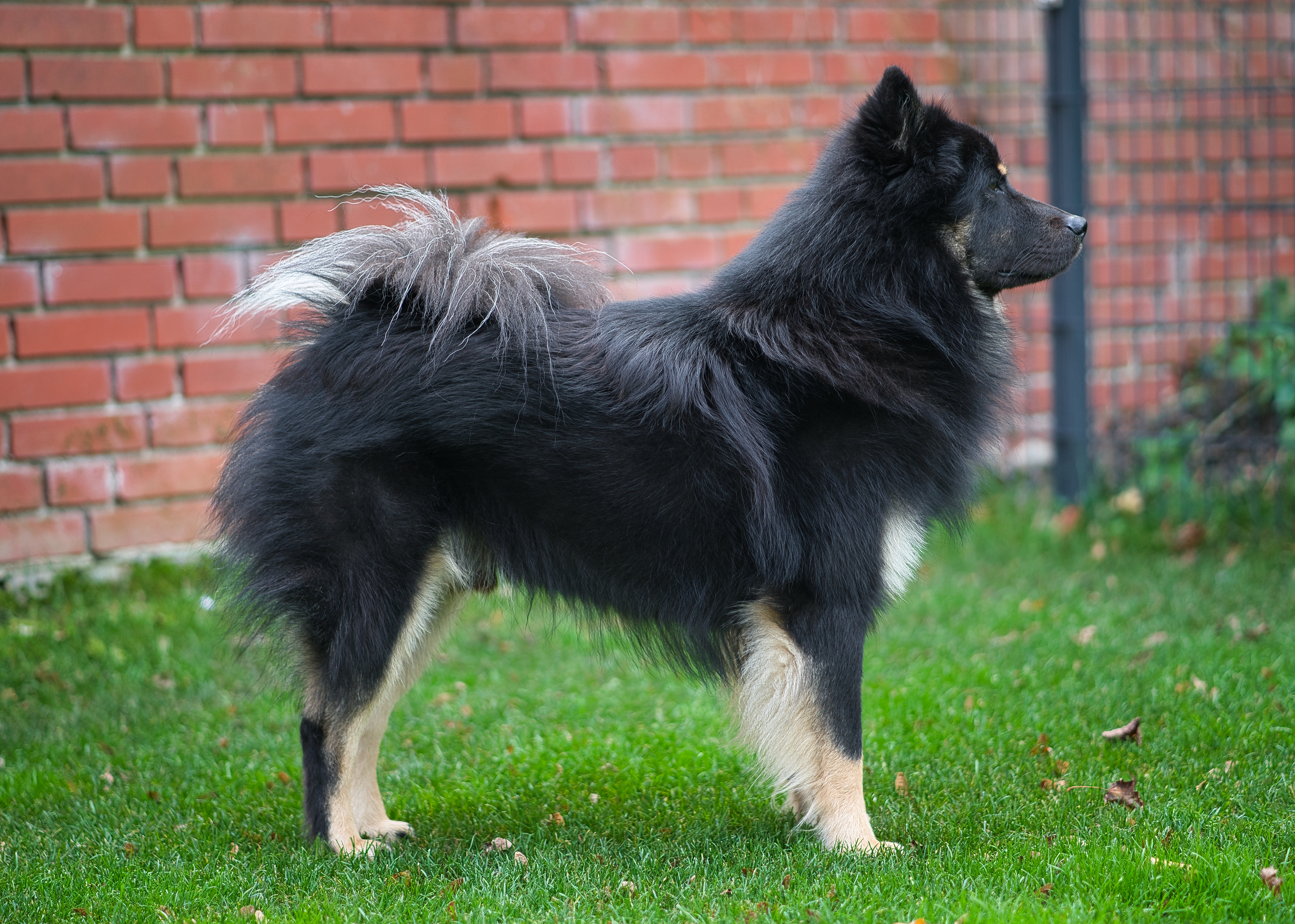

## Zachowanie i charakter
Łatwy do wychowania, cichy, ale czujny. Jest lojalny i oddany rodzinie.